# Bastiaan Abraham van Kleef
Bastiaan Abraham van Kleef (* 13. April 1889 in Culemborg; † 24. Dezember 1965 in Hilversum) war ein niederländischer alt-katholischer Theologe. Von 1945 bis 1949 leitete er als Präsident das alt-katholische Seminar zu Amersfoort. Er war der erste verheiratete Priester in der Alt-katholischen Kirche der Niederlande.

## Leben
Seine Eltern waren der Bauunternehmer Thomas van Kleef (1863–1953) und dessen Ehefrau Angenita Elisabeth, geb. van der Stroom (1867–1954).
Ab 1903 studierte er am alt-katholischen Seminar in Amersfoort. Dort empfing er am 26. März 1916 durch Erzbischof Gerardus Gul die Priesterweihe. Nach einer kurzen Tätigkeit als Kaplan in Haarlem setzte er sein Studium 1917 in Bern fort. Da er zu heiraten beabsichtigte, ließ er sich 1918 aus der Geistlichkeit seines Heimatbistums Haarlem entlassen und wurde in das deutsche Bistum inkardiniert. Von 1919 bis 1923 war er als Pfarrer in Meßkirch und Sauldorf (Baden) tätig. Nachdem der Zölibat auch in der niederländischen Ortskirche aufgehoben worden war, kehrte van Kleef 1923 als erster verheirateter Priester in seine Heimat zurück. Er wirkte als Pfarrer in Zaandam (1923–1924), Amsterdam (1924–1926) und Egmond aan Zee (1926–1938), von 1931 bis 1938 war er zugleich Pfarrer in Enkhuizen. In Egmond war van Kleef einige Zeit Beigeordneter und stellvertretender Bürgermeister, wobei er in politischer Hinsicht als antisozialistisch galt.
Nachdem er 1938 eine Professur für neutestamentliche Bibelwissenschaft und Pastoraltheologie am Seminar zu Amersfoort erhalten hatte, wurde er 1945 zugleich Präsident des Seminars; ab jenem Jahr umfasste sein Lehrauftrag auch die Kirchengeschichte. Darüber hinaus war er von 1945 bis 1953 mit der Seelsorge für die Gemeinde in Culemborg betraut. Nach seiner Abschiedsvorlesung als Professor 1949 war er bis 1957 Provisor des Seminars. Van Kleef war von 1939 bis 1959 Kanonikus, ab 1950 auch Dekan des Domkapitels von Utrecht.
Lange Zeit war er Redakteur des Blattes De Oud-Katholiek und der Internationalen Kirchlichen Zeitschrift. Er war Gründer des alt-katholischen Gewerkschaftsverbandes (gegründet am 5. September 1935) und der Internationalen Altkatholischen Theologenkonferenz.
Van Kleef heiratete am 22. Januar 1919 in Hilversum Maria Catharina Hendrika geb. Spit (1893–1953). Aus der Ehe gingen drei Kinder hervor: Angenita Elizabeth (* 1920), Gerhardus (Gerardus) Anselmus (1922–1995), der spätere Bischof von Haarlem, und Maria (* 1927).

## Ehrungen
Van Kleef erhielt verschiedene Auszeichnungen, so etwa 1950 das Gedächtniskreuz 1940-1945 des Roten Kreuzes. 1959 wurde er Ehrenkanonikus des Utrechter Domkapitels. Die Universität Bern verlieh ihm 1959 die Ehrendoktorwürde. In Egmond aan Zee ist eine Straße nach ihm benannt, die Pastoor van Kleefstraat.

## Werke (Auswahl)
- Kerkgeschiedenis ten dienste van het Oud-Katholieke godsdienstonderwijs. O.O. [1935].
- Geschiedenis van de Oud-Katholieke Kerk van Nederland. Erste Auflage. Rotterdam 1937.
- Om het beginsel. Velsen 1938.
- Leerboekje van de geschiedenis der Oud-Katholieke kerk. Cor Unum et anima una. Amsterdam 1952.
- Geschiedenis van de Oud-Katholieke Kerk van Nederland. Tweede herziene en uitgebreide druk. Van Gorcum, Assen 1953.
- Twaalfhonderd jaar Kromstaf; naar aanleiding van 100 jaar kromstaf in de Rooms-katholieke kerk. Oud-Katholieke Pers, Rotterdam 1953.
- Hrsg. von: Schuilnamen, naamvormen en naamletters aangenomen door schrivers meest voorkomende in de geschiedenis der Gallikaanse en Hollandse Kerk, bewerkt door J.A. van Beek. De Oud-Katholieke Pers, 1955.
- De Kartuizers in Holland. De Oud-Katholieke Pers, Utrecht 1956.
- Das Utrechter Provinzialkonzil vom Jahre 1763. Stämpfli, Bern 1960.